# Nekuszijár
Nekuszijár (Neku Szijár vagy Nikuszijár Mohammed) (1679. október 6. – 1723. április 12.) trónkövetelő  volt a mogul trónra, Indiában. 1681-től 1719-ig börtönben sínylődött, hogy szabadulása után háborút indítson a trónért. A lázadó Mohamed Akbár második fia volt, Aurangzeb unokája, és egy háremben cseperedett fel, Agrában.
A helyi miniszter Birbal (nem azonos Akbár Birbal nevű tanácsadójával) kihasználta őt és mogul sahnak kiáltatta ki, hogy bábként irányíthassa. Mivel azonban a herceg egy háremben nevelkedett, úgy beszélt, mint egy örömfiú, amiért kinevették és semmibe vették, míg végül börtönbe vetették a Szajjid fivérek.
1723-ban hunyt el, 43 évesen.

## Az örökösödési háború és kimenetele
1719. május 18-án, Agra kormányzója Birbal, kihozatta Nekuszijár herceget hárembörtönéből. Annak érdekében, hogy befolyását növelje, mogul sahnak kiáltatta őt ki az agrai Vörös erődben.
Azonban lehetőségeikhez képest túl nagy fába vágták fejszéjüket. A Szajjid fivérek augusztusig legyőzték mind Nekuszijárt, mind Birbalt és mindkettőjüket megfosztották korábbi hivatalától.
Miután Delhiben Farukszijárt megfosztották trónjától a veszély központja Agra lett, ahol Nikuszijár és a császári család más tagjai raboskodtak. Az esetleges trónkövetelő ezekből a hercegekből kerülhetett ki. Ghairat kán, Agra parancsnoka, a Szajjid fivérek unokaöccse, Delhibe sietett. Az agrai Vörös erőd új városparancsnoka Szamandar kán lett 1719. április 25-én. Az agrai helyőrség nem fogadta őt el, mert Nikuszijár herceget, mint ellenuralkodót támogatta, aki 1719. május 19-én lépett trónra. 
Nikuszijár trónra emelésének fő felbujtója Mitr Szen volt, egy brahman nagar, akit a vezír hivatalának vezetője címre emeltek. Mitr Szent ma Birbal rádzsa néven ismeri a történelem. Ugyanabban az időben nagy mennyiségű pénzt vettek ki a kincstárból, hogy megfizessék a helyőrség fizetéshátralékát. Az ellenségeskedés azzal kezdődött, hogy a helyőrség tüzet nyitott Ghairat kán palotájára, akit a tartomány új nazimjának (kormányzó) neveztek ki. Nikuszijár hívei ahelyett, hogy kirohantak volna és kihasználták volna Ghairat kán sebezhetőségét, ragaszkodtak a megerősített falak árnyékához. Ezzel elpackázták az egyetlen esélyüket egy erőteljes csapásra új uruk érdekében. Hamarosan megérkezett az erősítés Delhiből és Ghairat kán is észhez tért a meglepődésből. Négy, vagy ötezer katona élén képes volt megkezdeni az ostromot.
Husszein Ali kán, a fiatalabb Szajjid fivér, Agra ellen vonult és elérte Szikandrát 1719. június 28-án. Agra ostroma kétszeres erővel folytatódott ezután. Az ostromlott védők egyetlen reménye, az amberi Dzsai Szing rádzsa volt, aki azonban félre állva várta, hogy alakulnak majd a dolgok. Nikuszijár nevében béke ajánlatokat küldtek a Szajjid fivéreknek, ám hiába. Mivel semmilyen segítség nem érkezett és az élelmiszer is fogytán volt az erődben, kénytelenek voltak 1719. augusztus 13-án megadni magukat. Szamandar kán parancsnok kivezette Nikuszijárt, majd egy elefántra ültette és a táborba szállíttatta. Mirt Szen öngyilkos lett, mielőtt a birodalmi katonák elfogták volna. Három napig szóltak a dobok a győzelem tiszteletére. Végül Nikuszijárt Delhibe szállították, hogy a másik fogoly hercegnővel a Szalimgari erődbe zárják, ahol 1723. április 1-én meghalt. Maradványait a szúfi szent, Kavadzsa Kutbiddin Bakhtiar Kaki síremléke mellé földelték el, Mehrauliban, Delhiben.
Nikuszijár uralma elméletileg 1719. május 19-től 1719. augusztus 13-ig tartott, ám az agrai Vörös erődön kívüli hatalma valószínűleg csak nagyon rövid ideig tartott. Az összes kortárs mogul uralkodó és trónkövetelő veretett érmét az Akbarabadi (Agra) pénzverdében. A mogul kincstár az erőd falain belül helyezkedett el, de a pénzverdék (takszálok) a városban voltak. A Nikuszijár nevével díszített érméket is valószínűleg ott verték koronázásának tiszteletére. 
A koronázás alkalmával a helyőrséget jól megfizették és a Szajjid parancsnokot, Ghairat kánt, tűz alá vették, ám napokon belül a helyzet Agrában gyökeresen megváltozott a delhi Szajjid mogul államapparátus javára, amely győzedelmeskedett a városban és azután az érméket már II. Sáh Dzsahán mogul sah nevében verték Akbarabadban. Ezek az érmék az egyetlen numizmata tanulságai Nikuszijár uralmának.

## Magánélete
Szabnam an Nisza Begamot
vette el feleségül. Frigyükből három gyermek született, két lány és egy fiú. 

## Fordítás
Ez a szócikk részben vagy egészben  a   Neku Siyar című angol Wikipédia-szócikk ezen változatának fordításán alapul.  Az eredeti cikk szerkesztőit annak laptörténete sorolja fel. Ez a jelzés csupán a megfogalmazás eredetét és a szerzői jogokat jelzi, nem szolgál a cikkben szereplő információk forrásmegjelöléseként.